# Acceglio
Acceglio é uma comuna italiana da região do Piemonte, província de Cuneo, com cerca de 190 habitantes. Estende-se por uma área de 146 km², tendo uma densidade populacional de 1 hab/km². Faz fronteira com Argentera, Bellino, Canosio, Larche (FR-04), Meyronnes (FR-04), Prazzo, Saint-Paul (FR-04).

## Demografia
| Variação demográfica do município entre 1861 e 2011                               |
|                                                                                   |
| Fonte: Istituto Nazionale di Statistica (ISTAT) - Elaboração gráfica da Wikipedia |